# Arrowhead (California)
Arrowhead es un área no incorporada ubicada en el condado de San Bernardino en el estado estadounidense de California.

## Geografía
Arrowhead se encuentra ubicada en las coordenadas 34°8′52″N 117°17′14″O / 34.14778, -117.28722.